# 高橋尚子 (活動家)
高橋 尚子（たかはし しょうこ、1993年2月4日- ）は、障害当事者の活動家、YouTuber、ウェブデザイナー。YouTubeなどを通して自身の経験やバリアフリーの重要性を発信している。

## 概要
1993年、熊本県に生まれる。慶誠高等学校出身。高校時代は卓球選手で、県の大会で優勝した経験を持つ。
2011年1月22日、17歳の時に交通事故に遭い、鎖骨から下が麻痺する後遺症が残り、車椅子生活となった。約6年のリハビリテーションを経て、ウェブデザインの学校に通いウェブデザイナーとなる。デザイン事務所で一年間勤務した後、2018年4月に独立。
2019年には「熊本バリアフリープロジェクト」を立ち上げる。同年10月には自身のYouTubeチャンネルを開設。2021年には2020年東京オリンピックの聖火ランナーとして車椅子で走った。同年、「心のバリアフリーを広めたい」という同じ思いを持った仲間と株式会社CREITを設立。2022年に著書『生きる』を出版。

## 出演
- 「新パンテーン エフォートレスシリーズ」CM[8]

## 著作
- 『生きる』（評言社、2022年）[9]